# Kölner Electricitäts-AG
Die Kölner Electricitäts-AG (KEW) war ein Hersteller von Elektromobilen in Köln.

## Geschichte
1898 erhielt der Kölner Elektroingenieur Louis Welter eine Lizenz zum Nachbau der französischen Kriéger-Elektroautomobile. Noch im gleichen Jahr gründete er die Allgemeine Betriebsgesellschaft für Motorfahrzeuge (ABAM) zum Bau und Betrieb von Elektrodroschken in Köln.
Daraus entstand die Kölner Electricitäts-AG (KEW) (vormals Louis Welter & Co.). Daran beteiligt war auch die Ehrenfelder Waggonfabrik P. Herbrand & Co. und die Accumulatorenwerke Gottfried Hagen aus Köln-Kalk. 
Insgesamt erwies sich die Herstellung der Elektrofahrzeuge nicht als rentabel, sodass die ABAM 1906 die Lizenz an Kriéger zurückgab und im November 1907 aufgelöst wurde. 1908 stellte auch die KEW ihre Produktion ein.

## Produktion
Die ABAM baute Kraftdroschken mit Radnaben-Elektromotoren. Ihre Fahrzeuge wurden in vielen deutschen Städten, aber auch in Paris, eingesetzt. Das Akkumobil kostete ℳ 8000,–.
Die KEW baute vorwiegend Nutzfahrzeuge, wie Elektrolastkraftwagen, Hotelomnibusse und Elektro-Paketwagen für die Reichspost. Auch einige PKWs waren darunter, wie Landaulets oder Motordroschken. Diese Wagen hatten ihre Elektromotoren fest im Rahmen eingebaut. So waren sie eher vor Erschütterungen geschützt als die Radnabenmotoren. Die kleineren Wagen entstanden in der neu gegründeten Fabrik in Köln-Zollstock, während die schweren Wagen in der Waggonfabrik in Köln-Ehrenfeld gebaut wurden.